# Faiçalville
Faiçalville é um bairro da região sudoeste de Goiânia. Na região está localizado um dos maiores parques da capital, o Parque Macambira. O Faiçalville é em sua maioria residencial.
No bairro está localizado o Sesc Faiçalville e uma loja da rede Máster Portas e Portais. Nas proximidades estão também o Atacadão, Assaí Atacadista, o Buriti Shopping e a sede da Fonte FM.
Segundo dados do Instituto Brasileiro de Geografia e Estatística (IBGE), divulgados pela prefeitura, no Censo 2010 a população do Faiçalville era de 8 631 pessoas.